# トニー・アルメイダ
トニー・アルメイダ（英: Tony Almeida）は、テレビジョンシリーズドラマ『24 -TWENTY FOUR-』上でカルロス・バーナードによって演じられている架空の人物（Fictional character）である。日本での吹き替え声優は土田大。

## 略歴
生年月日不明 年齢36歳（死亡、後に生存していることが判明）。
アメリカ合衆国政府テロ対策ユニットCTUロサンゼルス支部通信部門所属の捜査官。ジャック・バウアーとは、シーズン1におけるニーナとの三角関係や、ジャックの独断専行的な行動への反発で、たびたび衝突している。しかし、シーズン2になると個人的な事で諍いを起こす青臭さはなりを潜め、的確な指揮判断でスタッフを引っ張っていくようになる。
ジャックが捜査官として非常に優秀であることも認めており、心中にはわだかまりがあったにもかかわらず、ジャックを擁護・支持する発言をするなど、公明正大な人物である。シーズン4では、ジャックは彼のことを「唯一の友人」と言っている。シーズン5において死亡したと思われていたが、シーズン7で生きていることが判明した。

## 作中での活躍

### シーズン前
イリノイ州シカゴ出身のアルメイダはサンディエゴ州立大学から情報工学及び工学の学士号並びにスタンフォード大学から情報工学の修士号を獲得した。彼は海兵隊中尉 (1st Lieutenant) の階級まで達する、アメリカ合衆国海兵隊員であり第1海兵師団の攻撃目標監視隊と同じ第3海兵師団（3rd Marine Division）の偵察狙撃兵課程に通った。彼はクラヴ・マガの指導者の資格を所有している。
CTU に合流する前、彼はシステム妥当性検証分析者としてトランスメタ株式会社で働いていた。　

### シーズン1
シーズン1の劇中においてトニーは、ジャック・バウアー及びニーナ・マイヤーズに続くCTUロサンゼルス支局の第3番目の責任者。以前、ジャックと不倫関係だったニーナと現在付き合っており、二人だけで事を進めて自分だけ蚊帳の外なのが気に入らず、無断で単独行動を続けるジャックを監視。遂には解任要求をメイソンに要求してCTUを封鎖措置に追い込み、ジャックの居場所がわかった事で封鎖は解かれるが、ニーナからは反感を買ってしまい冷たくされてしまった。
その後はジェイミーの発言から裏切りに気付き、ニーナと共に彼女を拘束。頑なに雇い主を話す事を拒否する彼女にジャックの指示で息子を連れてくると再度脅して協力させる。後半からはニーナと共にジャックのサポートに徹しており、ジャックの妻であるテリーがいないかジャックの自宅に向かったところ殺されそうになっていたテリーを救いだす。再びジャックのサポートを続けるが、ニーナの正体を知りショックを受ける。

### シーズン2
CTU内で現場を指揮する立場となり、自信が持てない新人のポーラのフォローをしたり、任務の依頼を拒否するジャックを説得するなど人間的に成長している。ストーリー中、原爆症の症状進行により職務続行が困難となったジョージ・メイソンに代わりロス支部の責任者となり、その後、メイソンが核爆弾を運び出して犠牲になった事でCTUロス支局支部長の席が空白となり、トニーはリーダーとなり支局の実質上のトップとなる。

### シーズン3
異動の話があり、ミシェル・デスラーと一緒に働きたいからと一緒に異動願いを出している。
テロ事件発生の最中に麻薬の運び屋カイル・シンガーを確保しようとショッピングセンターに向かったところ、首を撃たれ重傷を負う。その後無事に復帰して仕事をこなすが、キムのミスで誤解が生じて病状を疑われてしまう。後にキムのミスが発覚して誤解とわかるものの、ミシェルに疑われてしまった事で夫妻の間に溝が生まれてしまう。終盤で囚われの身となった妻のミシェルの命を救うため、結果的にテロリストの活動を幇助する。これにより国家反逆罪に問われ刑務所へと送られた。
本来なら最適な判決は死刑であり、20年の懲役刑になれば御の字とトニーの後任のブラッド・ハモンドが語っているが、ジャックとパーマー大統領らの尽力により刑は見直された。しかし、捜査を妨害した事で国を危機にさらしてしまった事までは見過ごす事が出来なかったため政府によりわずか(約半年ほど)ながら投獄されてしまう。

### シーズン4
刑期を終了して既に出所している。だが、出所後は収監された事で自暴自棄になり、やる気をなくしてしまう。定職には就けず、アルコール中毒となったこともあり、ミシェルともすぐに離婚。その直後にバー勤めの女を掴まえたようで彼女の元で酒に溺れるヒモ暮らしをしている。
CTU内にテロ内通者の存在を察知したジャックの連絡により救援に駆けつける。面倒はごめんだと1度は協力を断るが、ジャックの話を横で聞くうちに再度協力するようになる。
さらにその後、LA支部長だったエリン・ドリスコルが、娘の自殺で心神喪失となってしまい、その経験を買われて暫定的にCTUを指揮するが、ドリスコルの正式な後任としてミシェルが派遣されてきて二人は再会。作戦の提案をするが信用されなかった為に更にギクシャクするが、ビル・ブキャナンの助言などもありようやく関係を修復。最後にジャックの偽装死に協力して彼を見送った。
シーズン終了後、二人は無事に復縁し、CTUを退職した。

### シーズン5
シーズン4の後、ミシェルとCTUの職を離れてコンサルタント企業を経営する平穏な生活を送っていたが、シーズン5の冒頭、テロの犠牲となりミシェルは死亡。自身も重傷を負い、治療中に意識が戻るものの、首謀者がCTU設立当時の上司クリストファー・ヘンダーソンと知るやいなや、昏睡状態に陥ったヘンダーソンを尋問していた捜査官バークの首を絞め、彼から奪った自白剤入りの注射を投与して殺そうとした瞬間、昏睡状態から目覚めていたヘンダーソンに、逆に薬物を注射され殺されてしまう。

### シーズン7
シーズン5で死んだと思われたが、ヘンダーソンは急所を外していたために、政府に恨みを持つ元政府職員を必要としていたテロリストのデイヴィッド・エマーソンにより蘇生され、別人の遺体と替えられて回収される。ローガンにミシェルを殺された喪失感から優しく接してくれたエマーソンの申し出を受け、彼の元で3年の間、様々な悪事に手を染めていた。
シーズン5までとはうって変わって、短髪に髭面となり、容貌のイメージがそれまでと一変している。
悪事の中で、多くの国民の生命が脅かされる事態を察知し、CTU時代の上司であったビルと連絡を取り、正義を守る活動へ戻った。
序盤では、CIPデバイスを悪用した航空機ニアミス事件を引き起こすなどテロ活動に加担していたが、ビル、クロエ・オブライエンと共に行っていた潜入捜査であった。発覚後はジャックを仲間に引き入れて4人だけの協力態勢を整えた。生物兵器テロを実行するためスタークウッドの社員と手を組み銃撃戦で負傷したFBIラリーを殺害した。
最終話で一連の行動はすべて当時ローガンの陰謀によって殺されたミシェルと彼女のお腹にいた子供の復讐であり、その黒幕であったアラン・ウィルソンに近づいて殺す事が目的だった。しかし、その為に全てを捨ててしまった事でラリー・モスを殺し、あまつさえ彼を信頼していたビルやクロエ、共に戦ってきたジャックたちを裏切った。
ついにアランを追い詰めたが、寸前の所でジャックとFBIに阻止され逮捕された。逮捕の際はテリーを殺したニーナに復讐したジャックを非難し暴れながら連行されていった。

### ソリタリー(独房より)
シーズン7後、刑務所に収監され独房にて服役中のショートストーリー。
刑務所内で弁護士と刑務所管理者による警護の軽減の協議中に騒ぎを起こして、トニーを逃がす共犯者だった弁護士から眼鏡型端末機を手に入れ脱獄をした模様。

### 24･レガシー
脱獄後、裏世界の金で何でも引き受ける「掃除屋」として登場。ジョン･ドノヴァンの父ヘンリーを拷問する為にレベッカに雇われる。レベッカとはミッシェルが死んだ後に一時期付き合っていた為、現在の恋人シドラに嫉妬されている。
拷問が終わり新しい仕事に向かう途中、CTUからレベッカが拐われた事を聞き協力することになる。その最中に、情報長官シムズからの連絡で過去に失敗した作戦の後始末にナセリの娘の始末をうけるが、娘を救出しにきたエリックと対決。腕を折られたがシドラに救われる。エリックを始末するか迷っていたところにジョン･ドノヴァンから連絡があり、シムズの拘束を聞き、エリックに娘を渡した。

## CTUでのミッション
- プロテウス作戦（2000年）

## 職歴
- トランスメタ システムバリデーション・アナリスト (CTU合流以前)
- CTUロス支局捜査官(シーズン1)
- CTUロス支局アシスタント・チーフ(シーズン2)
- CTUロス支局チーフ(シーズン3)
- コンサルタント会社社長(シーズン5)

## 個人情報
- 同僚のミシェル・デスラーと結婚。のちに離婚。その後復縁する。
- 初登場時29歳
- サッカーが好き
- シカゴ出身で、シカゴ・カブスのファン。シカゴ・カブスのマグカップをいつも持っていて、シーズン4ではそれでビールを飲み、シーズン5では爆発寸前までキッチンに置いてあった。シーズン1〜5まで全てで描写されている小道具である。